# Parku Olimpik Tirana
Der Parku Olimpik „Feti Borova“ ist eine Mehrzweckhalle und nationales Sportzentrum in der albanischen Hauptstadt Tirana. Sie fasst 1200 Zuschauer. Damit ist der Parku Olimpik etwas kleiner, aber moderner als der Pallati i Sportit Asllan Rusi, eine weitere Halle für Ballsportarten. Benannt ist das Stadion nach dem ehemaligen albanischen Basketballspieler Feti Borova.
Die Anlage wurde am 4. Juni 2017 eingeweiht mit einem Basketballspiel zwischen den Nationalmannschaften von Albanien und Kosovo. Der albanische Ministerpräsident Edi Rama und Tiranas Bürgermeister Erion Veliaj nahmen ebenfalls am Spiel teil.
Der „Olympische Park“ wurde auf dem Gelände der ehemaligen Trainingsanlage des – einst staatlichen – Sportclubs Dinamo Tirana im Süden der Stadt unweit vom Großen Park errichtet. Gleich westlich verläuft die Ringautobahn „Unaza“. Die Haupthalle ersetzte einen älteren, an Fabrikhallen erinnernden Bau; geschwungene, sich weit herunterziehende Dächer, gebogene Holzträger und teilweise runde Glasfassaden sind markante Elemente der Gebäude. Während des Kosovokriegs im Jahr 1999 waren auf dem Gelände albanische Flüchtlinge aus dem Kosovo untergebracht.
Das Nationale Olympische Komitee von Albanien, der Albanische Ringerverband, mehrere andere nationale Sportverbände und andere Sport-Organisationen haben in einem kleineren Nebenbau ihren Sitz; weitere Sporteinrichtungen befinden sich in der Nachbarschaft respektive waren geplant. Ein olympisches Schwimmbecken wurde bis 2022 noch nicht realisiert, jedoch angrenzend der Sitz des Albanischen Fußballverbands. Im Untergeschoss des Baus befindet sich das nationale Zentrum für Gewichtheben und Ringen. Neben Basketball und Volleyball wird der Parku Olimpik auch für andere Sportanlässe wie Boxkämpfe und andere Turniere von Kampfsportarten genutzt.
In den Jahren 2021 und 2022 fanden hier auch die Vorrundenturniere der UEFA-Futsal-Champions League mit dem KF Tirana als Gastgeber statt. Die Sporthalle war außerdem Austragungsort der Europameisterschaften im Gewichtheben 2022 mit über 600 Teilnehmern aus 39 Ländern sowie der Ringer-Weltmeisterschaften 2024.